# Tyromyces pulcherrimus
Tyromyces pulcherrimus är en svampart som först beskrevs av Rodway, och fick sitt nu gällande namn av Gordon Herriot Cunningham 1965. Tyromyces pulcherrimus ingår i släktet Tyromyces och familjen Polyporaceae.   Inga underarter finns listade i Catalogue of Life.